# Мароні

Мароні́ (фр. Maroni, нід. Marowijne) — річка в Південній Америці.
Річка протікає по території Суринаму та Французької Гвіани, на великій відстані є прикордонною, після чого, утворюючи естуарій, впадає в Атлантичний океан.
Довжина річки - 520 км (за іншими даними 680 км  або 725 км ), площа водозбірного басейну - 65830 км². Береги річки в основному покриті тропічними джунглями, витік річки розташований у горах Тумук-Умак поруч з бразильським кордоном. Основні притоки - Тапанахоні і Лава.
За 30 км від впадіння, вище по річці стоять порти Сен-Лоран-дю-Мароні (Французька Гвіана) та Албіна (Суринам). Для невеликих суден річка судноплавна на 100 км від гирла, далі починаються численні пороги й водоспади. У середній течії річки ведеться золотодобування. 